# Drets del col·lectiu LGBT al Marroc

Situació geogràfica del Marroc

Aquest és un article sobre els drets del col·lectiu LGBT al Marroc. Les persones lesbianes, gais, bisexuals i transsexuals al Marroc no poden fer front als reptes legals que no experimenten els residents no LGBT. L'activitat sexual amb persones del mateix sexe tant masculina com femenina és il·legal al Marroc. L'estatut i la cultura del Marroc cap als temes LGBT es troba en marcat contrast amb els del veí estat espanyol. Sota el paper actual d'un govern islàmic els drets del col·lectiu LGBT al Marroc encara estan més restringits.

## Llei en relació amb l'activitat sexual entre persones del mateix sexe
L'article 489 del Codi Penal del Marroc sanciona els "actes lascius o antinaturals amb un individu del mateix sexe." L'activitat sexual entre persones del mateix sexe és il·legal al Marroc i pot ser castigada amb una pena de 6 mesos a 3 anys de presó i una multa de 120-1.200 dirhams. Nogensmenys, la llei es fa complir de manera esporàdica per les autoritats, amb un grau de tolerància estès a l'homosexualitat als centres de vacances com Marràqueix. Sovint aquestes relacions són una forma de prostitució, que involucren els turistes. La situació jurídica del col·lectiu LGBT que viu al Marroc deriva en gran part de la moral islàmica tradicional, que veu l'homosexualitat i el transvestisme com a senyals d'immoralitat.
El 2016, dues noies van ser detingudes a Marràqueix després que el cosí d'una va fer una foto d'elles fent-se petons. Això va provocar una protesta internacional i l'ús del hashtag (#freethegirls); el seu cas va ser ajornat fins a desembre de 2016. A principis de desembre de 2016 les dues noies foren absoltes.

## Política governamental
Cap dels partits grans o petits ha fet declaracions públiques a favor dels drets del col·lectiu LGBT i no ha estat promulgada cap legislació sobre drets del col·lectiu LGBT. L'actitud del govern cap a l'homosexualitat tendeix a interessar-se a protegir les tradicions del país, d'acord amb els rols de gènere culturalment tradicionals i els costums religiosos. S'han prohibit llibres sobre homosexualitat i per ensenyar a les escoles cal un currículum que "emfasitza... el perill i la depravació d'actes contra natura". D'altra banda, el 21 de març de 2008, un comunicat emès pel Ministeri de l'Interior va revelar l'abast ample i total de l'agenda del govern: "preservar l'ètica dels ciutadans i defensar la nostra societat contra totes les accions irresponsables que fan malbé la nostra identitat i cultura".
En termes de política exterior, el govern es va oposar a la participació d'un representant internacional dels drets dels gais i lesbianes en la Conferència de les Nacions Unides sobre el VIH-SIDA de 2001. També es van oposar a una resolució de les Nacions Unides que hauria condemnat formalment les lleis discriminatòries contra l'homosexualitat.

## Reconeixement de les relacions del mateix sexe
No hi ha reconeixement legal de parelles del mateix sexe.

## Protecció contra la discriminació
La discriminació o assetjament per raó d'orientació sexual o identitat de gènere no s'aborda en les lleis de drets civils. La majoria dels ciutadans marroquins han estat educats per creure que l'homosexualitat i la identitat de gènere són signes de la decadència occidental o d'immoralitat i el govern considera que no és del millor interès del poble marroquí abordar formalment el tema dels drets del col·lectiu LGBT al Marroc.

## Expressió de gènere
Les tradicions culturals i religioses tendeixen a associar el transvestisme amb l'homosexualitat. Culturalment, certes formes d'intercanvi de roba s'han tolerat en zones on les dones no n'eren part. La manca inicial d'actrius significava que els papers eren sovint interpretats per homes, que en general se suposa que eren homosexuals, i s'hi va mostrar una mica de tolerància.
En la dècada de 1950, la publicitat que envoltava Coccinelle va ajudar a establir Casablanca com a lloc on alguns metges estaven disposats a realitzar operacions de canvi de sexe, encara que en circumstàncies clandestines.
En l'actualitat, no és clar si aquesta reputació encara existeix o quina és la política actual del govern per als transsexuals. S'ha informat que un transsexual marroquí anomenat Randa ha publicat un llibre, encara que se sap poc sobre els seus continguts o èxit comercial.

## Condicions de vida
El Marroc té una cultura de dominació masculina, una societat patriarcal amb rols de gènere tradicionals que prefereix un mascle i una femella per casar-se i tenir fills. El govern continua aplicant d'una manera relaxada les lleis sobre homosexualitat amb algunes detencions públiques.
El 10 de desembre de 2007 un tribunal de Kasr al-Kabir, una petita ciutat a uns 120 quilòmetres al sud de Tànger, va condemnar sis homes per violar l'article 489 del codi penal del Marroc. No obstant això, segons els advocats dels acusats, el fiscal no va presentar cap prova que aquests homes havien participat realment en un acte prohibit.
El 17 de desembre de 2007 els homes havien estat a la presó des que havien estat detinguts per primera vegada per la policia entre el 23 i el 25 de novembre de 2007, després d'un vídeo online en YouTube que pretenia mostrar una festa privada, en què suposadament participaren aquests homes, que va tenir lloc a Kasr al-Kabir el 18 de novembre. Els informes de premsa van afirmar que la festa era un "matrimoni d'homosexuals." Després de les detencions, desenes d'homes i dones van marxar pels carrers de Kasr al-Kabir denunciant suposades accions d'aquests homes i demanant el seu càstig.
El 2010 el govern va permetre al cantant obertament homosexual Elton John a actuar al Festival Mawazine, malgrat les objeccions del Partit de la Justícia i el Desenvolupament, que és el partit de l'oposició amb més representació al parlament. El festival va ser tolerat pel rei Mohammed VI, però no forma part de cap dels plans del rei crear una nació més oberta i moderna.
Abdellah Taïa i Rachid O., ambdós escriptors d'èxit, han escrit obertament sobre els rols de gènere i la identitat sexual al Marroc, però no resideixen al Marroc. Més enllà d'aquests escriptors, el govern ha tolerat l'existència d'una revista per a la comunitat homosexual, així com una organització de drets dels homosexuals.
S'ha autoritzat la distribució discreta entre els adults del Marroc de la publicació LGBT Mithly, encara que el govern encara no ha concedit a la publicació una llicència de distribució i la revista s'imprimeix al veí estat espanyol. En el mateix sentit, el govern no ha reconegut oficialment l'organització de drets LGBT Kifkif, però se li ha permès existir i copatrocinar alguns seminaris educatius.

## La defensa dels drets LGBT
Kifkif és l'única organització que advoca a favor de la comunitat LGBT al Marroc i publica la revista Mithly a l'estat espanyol. Creada el 2004, no se li ha donat reconeixement legal per part del Departament de l'Interior, però se li ha permès extraoficialment d'organitzar certs seminaris educatius.
Hajar Moutaouakil, una jove lesbiana marroquina, va publicar un vídeo en YouTube el dia dels drets humans demanant amor i tolerància. El vídeo va causar controvèrsia i va esdevenir la lesbiana més famosa del Marroc. Més tard es va publicar la seva biografia en línia, que va ser un gran èxit.

## Taula resum
| Activitat sexual legal amb el mateix sexe                     | (Pena: fins a 3 anys de presó.) |
| Mateixa edat de consentiment                                  | No                              |
| Lleis antidiscriminació a la feina                            | No                              |
| Lleis antidiscriminació en el discurs de l'odi i la violència | No                              |
| Lleis antidiscriminació en la prestació de béns i serveis     | No                              |
| Matrimoni del mateix sexe                                     | No                              |
| Reconeixement de les parelles del mateix sexe                 | No                              |
| Adopció de fillastres per parelles del mateix sexe            | No                              |
| Adopció conjunta per parelles del mateix sexe                 | No                              |
| Prestació de servei militar per gais i lesbianes              |                                 |
| Dret legal a canviar de gènere                                | No                              |
| Accés a la fecundació in vitro per lesbianes                  | No                              |
| Subrogació comercial per a parelles d'homes homosexuals       | No                              |
| Permís per donar sang als MSM                                 | No                              |